# 時間反演對稱
時間反演對稱（T-symmetry或time reversal symmetry）描述的是在时间反演{\displaystyle T:t\mapsto -t}運算下，物理系统所保有的对称性，又可標作T對稱。
虽然在一些限定条件下存在时间反演对称性，但是由于热力学第二定律我们观测到的宇宙并不具有时间反演对称性。
發生不对称性有两种情况：第一種是物理定律时间反演的不对称性，比如弱相互作用；第二個則是宇宙初始条件所导致的不对称性。

## 时间反演的不变性
除了微观系统物理定律的时间反演对称性以外，物理学家也试图找出物理系统中具有时间反演不变性的定域量或者宏观量。宏观系统通常不具有时间反演不变性，比如说在具有一定吸收率材料内部的麦克斯韦方程组和在有摩擦力环境下的牛顿力学，这时候系统是不具有时间反演对称性的。但是当我们从微观层面考虑并考虑到原子的热运动的话，系统还是具有时间反演对称性的。

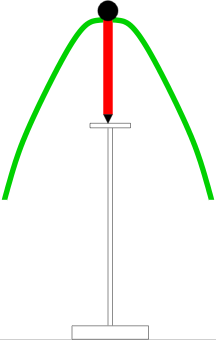
跷跷板很好的展现了时间反演对称性。在跷跷板一端给予一初始速度后,它能来回震荡很长时间。这个玩具一般被设计的尽可能光滑，这可以用来展示牛顿力学的时间反演对称性。不过这个系统的平衡态可能处于朝任何一个方向倒下的状态里。这是玻尔兹曼熵增原理的体现，系统倾向于处于状态可能性比较多的状态。熵是系统可能状态数的对数。

## 宏观现象：热力学第二定律
我们的日常经验表明对于宏观物质，时间反演对称性并不适用。这些宏观定律中，最著名的是热力学第二定律。很多现象，比如物体间相对运动产生的摩擦，流体的粘滞运动，都可以用热力学第二定律解释，因为潜在的机理是有用的能（如，动能）都会损耗成热能。
是不是这种导致时间不对称的损耗真的不可避免？很多物理学家都考虑过这个问题——麦克斯韦妖。这个名字来源于麦克斯韦的一个思想实验,在实验中，一个封闭的空间被分成两块区域，有一个妖在临界面上守护。它会让慢的分子到一边，而快的分子弄到另一边。最后，会发现其中一块区域越来越冷，而另一块区域越来越热，这样看起来就可以减小这个封闭空间的熵了，从而扭转时间的方向。物理学家对这个实验做了很多的分析，都说明了一点就是：当封闭空间的熵和妖的熵一起考虑的话，那总的熵还是一直增加的。对这个问题的现代观点考虑了香农的熵和信息的关系。现代计算的很多有趣结果都和这个问题有密切关系——可逆计算,量子计算和物理极限计算。这些看起来形而上学的问题，在今天用这些方法，都慢慢转变成了自然科学的内容了。
现在大多数观点是把一个相空间中的香农信息和熵等价起来，这样就可以很好的解决上述的问题了。在这个观点中，宏观系统的一个固定的初始状态相对地会有较小的熵，因为物体分子的坐标被束缚了。随着系统的分子热运动，分子将会运动到更大的相空间中，它的坐标也就变得更不确定，因此导致了系统熵的增加。
我们同样地设想宇宙的一个状态：宇宙中所有粒子在某一瞬间都发生反演了（严格讲，CPT對稱反演）。然后这样一状态将会逆向的发展下去，因此宇宙的熵大概就会减小了（洛施密特悖论）。为什么“我们的”状态会优先于其他的呢？
有一个观点指出我们观察到熵增加的发生，只是由我们宇宙的初始状态决定的。其他可能的宇宙状态（如 ，处于热寂平衡的宇宙）不会导致熵增加。在这个观点中，宇宙的时间反演对称性在宇宙学中显然有个问题：为什么宇宙初始状态熵会很低？这样看来，若时间反演对称性根据未来宇宙观测依然可行，那就会引出一个超出现在物理知识的问题——宇宙初始条件问题。

## 宏观现象：黑洞
一个物体从一个黑洞外部穿过它的事件视界，然后会很快陷入它的中心区域，也就是我们物理学失效的地方。因为在黑洞内，向前的光锥是指向中心，而向后的光锥指向黑洞的外部，我们甚至不能以正常的方式来定义时间反演。一个物体唯一能逃离黑洞的方式是霍金辐射。
我们可以先假设存在一种黑洞时间反演后的产物，称之为白洞。从外部来看，他们显得很相似。黑洞具有一个起点并且不可逃脱的，而白洞是具有一个终点并且是不可进入的。白洞向前的光锥是指向外部；它的向后的光锥是指向中心的。
一个黑洞的事件视界可以被认为是一个以光速向外运动的表面，而且就是在逃脱和回落的边缘。一个白洞的事件视界则可看做一个以光速向中心运动的表面，且就是在被排除出去和成功到达中心的边缘。它们是两种完全不同的视界——白洞视界就像是被翻转过来的黑洞视界。
既然黑洞被看做是热力学对象，那么根据热力学第二定律，黑洞具有不可逆转性。甚至，根据規範-引力二象性猜想，在一个黑洞里的所有微观过程是可逆的，而只有集体行为是不可逆的，就像其他宏观热力学系统一样。

## 物理学量受时间反演变换的影响

### 偶
时间反演后不变的经典变量有：
{\displaystyle {\vec {x}}\!} ，粒子在三维空间中的位置
{\displaystyle {\vec {a}}\!} ，粒子的加速度
{\displaystyle {\vec {f}}\!} ，作用在粒子上的力
{\displaystyle E\!} ，粒子具有的能量
{\displaystyle \phi \!} ，电势(伏特)
{\displaystyle {\vec {E}}\!} ，电场
{\displaystyle {\vec {D}}\!} ，电位移
{\displaystyle \rho \!} ，电荷密度
{\displaystyle {\vec {P}}\!} ，电极化强度
电场的能量密度
麦克斯韦應力張量
质量，电荷，耦合常数，和其他物理常量（除了与弱相互作用有关的）。

### 奇
时间反演后变号的经典变量：
{\displaystyle t\!} ，事件发生的时刻
{\displaystyle {\vec {v}}\!} ，粒子速度
{\displaystyle {\vec {p}}\!} ，粒子动量
{\displaystyle {\vec {l}}\!} ，一个粒子的角动量 (包括轨道和自旋)
{\displaystyle {\vec {A}}\!} ，电磁矢势
{\displaystyle {\vec {B}}\!} ，磁感应强度
{\displaystyle {\vec {H}}\!} ，磁场强度
{\displaystyle {\vec {j}}\!} ，电流密度
{\displaystyle {\vec {M}}\!} ，磁化强度
{\displaystyle {\vec {S}}\!} ，坡印廷矢量
功率（单位时间内所做的功）.

## 微观现象：时间反演的不变性
因为大多数系统在时间反演下都不保持不变，实际上问题变成是否能够找出一个系统具有时间反演对称性。在经典力学中，速度v在时间反演操作T下反向，但是加速度在时间反演操作下不变。因此耗散系统中必然包含速度v的奇次方项。但是如果设计一个精巧的实验将耗散尽可能移除的话，力学定律被证明是时间反演不变的。耗散的出现源自热力学第二定律。
当带电物体在磁场中B中运动时，系统受到洛伦兹力，而洛伦兹力的表达式包括v×B项，这使得在磁场中的系统初看起来在T操作下并不保持不变。但是仔细观察后发现B在时间反演操作下同样改变了符号。这是因为磁场是因电流J产生的，因此在T操作下B会变号。因此带电物体在电磁场中的运动是时间反演不变的（如果认为外场是固定不变的，则电磁场中运动的物体在局部仍然将不具有时间反演不变性，具体可参见法拉第旋光器）。引力在经典力学中一般也被认为是时间反演不变的。
物理理论可以被分为与运动有关的运动学和与力有关的动力学。以量子力学为基础建立的运动学同以牛顿运动定律为基础建立的运动学一样，初始的时候并没有假设动力学方程具有时间反演不变性。换句话说如果动力学方程具有时间反演不变性则运动学方程也会保持这种性质；如果动力学方程不具备这种性质，则运动学方程也会表现出来。量子力学相比经典力学包含了更丰富的内容，值得我们去进一步的探讨。

### 量子力学中的时间反演操作

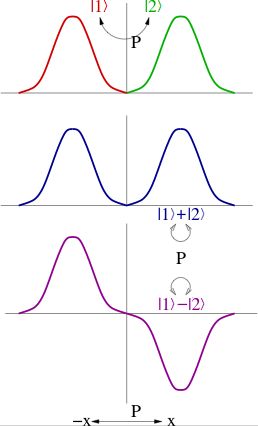
如图所示是一个系统宇称的二维群表示，当宇称反演时，量子态互相转变。但是通过对量子态的线性组合，总能找到偶宇称的态和奇宇称的态作为系统的基。这时描述系统宇称的单模是一维的。 克莱默定理指出时间反演操作并不具有这个性质，这是因为它是由反幺正算符表示的。

量子力学中的时间反演操作有3个重要的特征：
1. 表示时间反演的算符是反幺正的,
2. 保证非简并的量子态的电偶极矩为零,
3. 可以由具有 T2 = −1性质的二维群表示.

与宇称反演相比，时间反演更为独特。如果有一对量子态在宇称变换操作下相互转变，则可以对量子态相加及相减后得到的具有良好宇称定义的新基底（一个为偶宇称另一个为奇宇称）。但是对于时间反演操作，我们并不能做类似的事情。这似乎与所有的阿贝尔群可由一维单模表示这一定理相矛盾。之所以如此是因为时间反演是由反幺正算符表示的，这要求量子力学引入旋量这一概念。

### 由反幺正算符表示的时间反演
维格纳定理告诉我们，所有的与对称性有关的算符S在量子力学中要么为幺正算符，要么为反幺正算符。S = U即幺正算符，或者有S = UK即反幺正算符：，其中U为幺正的,而K为复共轭操作。之所以这么规定是因为要保持希尔伯特空间上两矢量内积的模平方不变。
以宇称变换算符为例，当作用在座标上时有 P−1xP = −x。 类似可知宇称操作作用在动量上时同样导致其反向,所以有PpP−1 = −p,其中x和p在量子力学中分别是坐标算符和动量算符。这说明正则对易关系 [x, p] = iħ在宇称变换操作下保持不变, 其中ħ是约化普朗克常数，所以我们可以得出P是幺正的既有PiP−1 = i.
四维动量的时间分量是能量，如果时间反演操作是幺正变换的话则能量将在时间反演下变号，而这是不可能的，因为能量恒正。 在量子力学中能量出现在相位因子exp(-iEt)上,反演时间的同时保持能量恒正要求"i"在时间反演下改变符号,这样相位的意义就能保持下来。
类似的我们可以推出所有要求能量为正的反幺正算符必然包含时间反演操作。
假设时间反演算符为T,则位置坐标不受影响有TxT−1 = x,但是动量方向被改变了,因此有TpT−1 = −p。要保持正则对易关系不变要求T是反幺正的即TiT−1 = −i。对于有自旋的基本粒子而言,可以用如下方式表示时间反演
{\displaystyle T=e^{-i\pi S_{y}/\hbar }K,}
其中Sy是y方向的自旋分量,即TJT−1 = −J.

### 电偶极矩
当系统具有电偶极矩（EDM）时，情况会变得比较特殊。EDM被定义为系统置于外界电场时发生的能级移动：Δe = d·E + E·δ·E，其中d记为EDM而δ被定义为感应偶极矩。
EDM一个重要的特征是在宇称反演下，能级移动变号。d是矢量因此d在态|ψ>中的的平均值正比于<ψ| J |ψ>，因此对一个稳态而言，EDM在时间反演下将会消失。换句话说，如果一个系统的EDM不为零，则系统在P和T变换下不具有对称性。
但是如果基态存在简并，例如水分子：宇称反演操作下这些态相互转换，则EDM和时间反演对称性并不矛盾。
目前实验给出的中子电偶极矩的上限给出了强相互作用以及其对应的理论量子色动力学是否违反时间反演对称性的标准。相对论量子场论的CPT联合反演不变性以及测量中子电偶极矩的实验给出了强相互作用CP破缺的上限。
实验上测出的电子电偶极矩上限给出了粒子物理中很多参数的上限。

### 克莱默定理
T是一个反幺正的Z2对称性生成元(symmetry generator)
{\displaystyle T^{2}=UKUK=UU^{*}=U(U^{T})^{-1}=\phi },
其中 Φ 是个对角阵。可以推出 U = ΦUT 以及 UT = UΦ, 因此有
U = Φ U Φ.
这说明 Φ 中的矩阵元都为 ±1